# Suree Sukha
Suree Sukha ou สุรีย์ สุขะ en thaï, né le 27 juillet 1982 à Sakon Nakhon, est un footballeur thaïlandais. Il est le frère jumeau de Surat Sukha, qui est aussi un footballeur professionnel.

## Palmarès

### En club
- Chonburi :
  - Champion de Thaïlande en 2007.
  - Vainqueur de la Coupe de Thaïlande en 2010.
  - Vainqueur de la Kor Royal Cup en 2009.

## Statistiques

### Buts en sélection
Le tableau suivant liste les résultats de tous les buts inscrits par Suree Sukha avec l'équipe de Thaïlande.